# حكومة شولتس
حكومة شولتس (بالألمانية: Kabinett Scholz) هي الحكومة الرابعة والعشرون والحالية لألمانيا بعد نجاح الحزب الديمقراطي الاجتماعي في التوصل إلى اتفاق ائتلاف أُعلن في 24 تشرين الثاني (نوفمبر) 2021 مع تحالف 90 / الخضر والحزب الديمقراطي الحر - يسمى تحالف إشارة المرور -.
بعد الانتخابات الاتحادية الألمانية 2021 توصلت الأحزاب الثلاثة إلى اتفاق ائتلاف في 24 نوفمبر 2021. وافق الحزب الديمقراطي الاجتماعي على اتفاق الائتلاف بنسبة 98,8٪ (598 صوتًا بنعم مقابل 7 أصوات لا وامتناع 3 عن التصويت) في المؤتمر العام للحزب في 4 ديسمبر 2021. وافق الحزب الديمقراطي الحرعلى اتفاق الائتلاف بنسبة 92,24٪ (535 صوتًا بنعم مقابل 37 صوتًا لا وامتناع 8 عن التصويت) في المؤتمر العام للحزب في 5 ديسمبر 2021. وافق حزب الخضر على الاتفاق عبر استفتاء على مستوى الحزب، أُعلنت نتائجه في 6 ديسمبر (61.174 صوتًا بنعم مقابل 8.275 صوتًا ضد وامتناع 1.701 عن التصويت).
اِنْتَخَبَ البوندستاغ  شولتس مستشارًا في 8 ديسمبر 2021. شُكِّلَتْ حكومته وفقًا لما حدده اتفاق الائتلاف وعُيِّنَتْ رسميًا من قبل الرئيس فرانك-فالتر شتاينماير في نفس اليوم.

## التشكيل الوزاري
يتكون المجلس من المستشار أولاف شولتس وستة عشر وزيراً اتحادياً. للحزب الديمقراطي الاجتماعي (SPD) ثمانية مناصب وخمسة للخضر (Bündnis 90/Die Grünen) وأربعة للحزب الديمقراطي الحر (FDP).
وافق الحزب الديمقراطي على اتفاق الائتلاف بنسبة 98.8٪ (598 صوتًا مقابل 7 أصوات رافضة وامتناع 3 عن التصويت) في مؤتمر الحزب في 4 ديسمبر 2021. ووافق الحزب الديمقراطي الحر على الاتفاق بنسبة 92.24٪ (535 صوتًا مقابل 37 صوت رافض وامتناع 8) في مؤتمر الحزب في 5 ديسمبر 2021. كما وافق حزب الخضر على الاتفاقي في 6 ديسمبر حيث صوت 86٪ من الأعضاء بالموافقة.
| المنصب                                                 | الصورة          | شاغل المنصب           | الحزب                      | الحزب         | تولى المنصب   | غادر المنصب            |
| ------------------------------------------------------ | --------------- | --------------------- | -------------------------- | ------------- | ------------- | ---------------------- |
| المستشار                                               |                 | أولاف شولتس           | الديمقراطي الاجتماعي       |               | 8 ديسمبر 2021 | في المنصب              |
| نائب المستشار                                          |                 | روبيرت هابك           | الخضر                      |               | 8 ديسمبر 2021 | في المنصب              |
| الاقتصاد وحماية المناخ                                 |                 | روبيرت هابك           | الخضر                      |               | 8 ديسمبر 2021 | في المنصب              |
| المالية                                                |                 | كريستيان ليندنر       | الديمقراطي الحر            |               | 8 ديسمبر 2021 | 7 نوفمبر 2024 (أقيل)   |
| المالية                                                |                 | يورغ كوكيز ‏           | الديمقراطي الاجتماعي       |               | 7 نوفمبر 2024 | في المنصب              |
| الداخلية                                               |                 | نانسي فيزر            | الديمقراطي الاجتماعي       |               | 8 ديسمبر 2021 | في المنصب              |
| الخارجية                                               |                 | أنالينا بيربوك        | الخضر                      |               | 8 ديسمبر 2021 | في المنصب              |
| العدل                                                  |                 | ماركو بوشمان          | الديمقراطي الحر            |               | 8 ديسمبر 2021 | 7 نوفمبر 2024 (استقال) |
| العدل                                                  |                 | فولكر فيسينغ          | مستقل                      |               | 7 نوفمبر 2024 | في المنصب              |
| العمل والشؤون الاجتماعية                               |                 | هوبرتوس هايل          | الديمقراطي الاجتماعي       |               | 14 مارس 2018  | في المنصب              |
| الدفاع                                                 |                 | كريستينه لامبريشت     | الديمقراطي الاجتماعي       |               | 8 ديسمبر 2021 | 19 يناير 2023          |
| الدفاع                                                 |                 | بوريس بيستوريوس       | الديمقراطي الاجتماعي       | 19 يناير 2023 | في المنصب     |                        |
| الغذاء والزراعة                                        |                 | جيم أوزديمير          | الخضر                      |               | 8 ديسمبر 2021 | في المنصب              |
| الأسرة وكبار السن والنساء والشباب                      |                 | آنه شبيغل             | الخضر                      |               | 8 ديسمبر 2021 | 25 أبريل 2022          |
| الأسرة وكبار السن والنساء والشباب                      |                 | ليزا باوس             | الخضر                      | 25 أبريل 2022 | في المنصب     |                        |
| الصحة                                                  |                 | كارل لاوترباخ         | الديمقراطي الاجتماعي       |               | 8 ديسمبر 2021 | في المنصب              |
| الشؤون الرقمية والنقل                                  |                 | فولكر فيسينغ          | الديمقراطي الحر (حتى 2024) |               | 8 ديسمبر 2021 | في المنصب              |
| الشؤون الرقمية والنقل                                  | مستقل (من 2024) | فولكر فيسينغ          |                            |               | 8 ديسمبر 2021 | في المنصب              |
| البيئة وحماية الطبيعة والسلامة النووية وحماية المستهلك |                 | شتيفي ليمكه           | الخضر                      |               | 8 ديسمبر 2021 | في المنصب              |
| التعليم والبحث                                         |                 | بيتينا شتارك فاتسينغر | الديمقراطي الحر            |               | 8 ديسمبر 2021 | 7 نوفمبر 2024 (استقال) |
| التعليم والبحث                                         |                 | جيم أوزديمير          | الخضر                      |               | 7 نوفمبر 2024 | في المنصب              |
| التعاون الاقتصادي والتنمية                             |                 | سفينيا شولتسه         | الديمقراطي الاجتماعي       |               | 8 ديسمبر 2021 | في المنصب              |
| الإسكان والتنمية العمرانية والتعمير                    |                 | كلارا غايفيتس         | الديمقراطي الاجتماعي       |               | 8 ديسمبر 2021 | في المنصب              |
| الوزير الاتحادي للشؤون الخاصة & مدير المستشارية        |                 | فولفغانغ شميدت        | الديمقراطي الاجتماعي       |               | 8 ديسمبر 2021 | في المنصب              |

## التعديلات
- في 11 أبريل 2022 أعلنت آنه شبيغل استقالتها من منصبها وزيرةً لشؤون الأسرة وكبار السن والنساء والشباب. في 25 أبريل خلفتها ليزا باوس. سبب الاستقالة كانت اتهامات ضد شبيغل فيما يتعلق بمنصبها السابق وزيرةً لحماية المناخ والبيئة والطاقة والنقل في ولاية راينلند بالاتينات وتعاملها مع الفيضانات في وادي أر في عام 2021.
- في 16 يناير 2023 طلبت وزيرة الدفاع كريستينه لامبريشت من المستشار إعفائها من منصبها. وفي 17 يناير أُعلن عن أن وزير الداخلية ولاية سكسونيا السفلى بوريس بيستوريوس سيخلفها في المنصب. عُينه الرئيس الاتحادي في 19 يناير وأعفى سلفه من منصبها. وأعقب ذلك أداء اليمين أمام رئيس البوندستاغ.